# إدارة التوحش (كتاب)
كتاب إدارة التوحش وبالكامل كتاب إدارة التوحش أخطر مرحلة ستمر بها الأمة (بالإنجليزية: Management of Savagery) لـ أبو بكر ناجي
كتاب يشرح فكر واستراتيجية تنظيم قاعدة الجهاد، الكتاب عبارة عن مجموع مقالات ناجي في منتدى أنا المسلم، تزامن صدور الكتاب مع التحولات الإستراتيجية التي شهدتها الحركة السلفية الجهادية وذلك بالتحول من مقاتلة العدو القريب المتمثل بالنظم السياسية العربية والإسلامية التي تنعتها بالمرتدة إلى مقاتلة العدو البعيد المتمثل بالغرب عموماً والولايات المتحدة الأميركية - التي تنعتها بـ «رأس الأفعى» - وإسرائيل على وجه الخصوص.
منع الكتاب من التداول في كثير من الدول العربية لكنه أصبح متاحاً لاحقاً في أكثر من 15 ألف رابط في الشبكة العنكبوتية، وحسب بيان رسمي لوزارة الداخلية السعودية فقد تم الإعلان عنه في 21/6/1429 كأحد الأعمدة الفكرية لتنظيم القاعدة في جزيرة العرب، كما ترجمته وزارة الدفاع الأميركية للغة الإنجليزية بعد أن عثرت المخابرات الأميركية على وثائق ورسائل موجهة من وإلى أسامة بن لادن تشمل فصولاً من هذا الكتاب، فاهتم به المختصون الأميركيون وقام مركز مكافحة الإرهاب في كلية ويست بوينت العسكرية بترجمته إلى الإنجليزية بعنوان إدارة الوحشية وتم توزيعه على المسؤولين في الدوائر السياسية للحكومة الأميركية والمسؤولين في وزارة الدفاع.

## محتوى الكتاب
التوحش كلمة استعملها المؤلف ويقصد بها تلك الحالة من الفوضى التي ستدب في أوصال دولة ما أو منطقة بعينها إذا ما زالت عنها قبضة السلطات الحاكمة، ويعتقد المؤلف أن هذه الحالة من الفوضى ستكون متوحشة وسيعاني منها السكان المحليون، لذلك وجب على القاعدة - التي ستحل محل السلطات الحاكمة تمهيداً لإقامة الدولة الإسلامية - أن تحسن إدارة التوحش إلى أن تستقر الأمور. ويركز المؤلف على التنظير لما بعد مرحلة سبتمبر 2001 وضرورة استدراج الولايات المتحدة لحروب خارج الأراضي الأميركية لتفريق قواتها وإضعافها وتركيزه على العمليات التفجيرية التي تمت في السعودية منذ عام 2003 وتفجيرات بالي وغيرها للاستفادة منها في عمليات جديدة.
ويدعي المسؤولون الأميركيون انهم يدرسون كتيباً يتضمن «إستراتيجية جديدة لتنظيم القاعدة أهم عناصرها عدم القيام بهجمات كبرى مثل هجمات الحادي عشر من سبتمبر 2001 والتركيز بدلاً من ذلك على تنفيذ هجمات ضد أهداف صغيرة ومتوسطة، وتحدي ومحاربة الولايات المتحدة وحلفائها في منطقة الشرق الأوسط في الدرجة الأولى وليس داخل الولايات المتحدة. نستطيع أن نصف الكتاب بأنه المقابل الجهادى لكتاب القوة الناعمة من تأليف جوزيف ناي الذي كان مساعداً لوزير الدفاع في حكومة بيل كلينتون ورئيس مجلس المخابرات الوطني.

## مناظرات
نادى أبو مصعب السوري في بيانه ذو الـ 1600 صفحة دعوة المقاومة الإسلامية العالمية أن النموذج المركزي لإدارة الجهاد لا يمكن أن يتغلب علي الجيش الأمريكي بإعدادته التقنية المتقدمة، وأن التحالفات الأمنية الإقليمية مثل التحالف بين أمريكا وإسلام اباد يعرض النموذج المركزي للخطر ويجادل أن اللامركزية تجعل السرايا الجهادية في مأمن من الاكتشاف وعليه فإن تشخيص أبو مصعب السوري يعني أن المقاتلين عليهم أن يقوموا بالتدريب في معسكرات إقليمية متحركة.
فإن كتاب أبو بكر ناجي إدارة التوحش يجادل أنه يتعين علي المجاهدين إن هم سيطروا علي منطقة ما أن يقيموا فيها إمارة لتطبق الشرع وترعي مصالح الناس فيها من طعام وعلاج، في حين تتولي القيادة العليا - المركزية - التنسيق بين تلك المناطق وترتيب الأولويات، ونظرية أبو بكر ناجي هي ما عليه القاعدة اليوم لأسباب كثيرة ربما كانت عوامل خارجية أكثرها تأثيراً، فكلما اكتسبت القاعدة مكامن آمنة في باكستان وما خلفها - العراق والصومال - فإن نظرية أبو بكر ناجي تصبح هي الأنسب. والقاعدة نفسها قد مرت بمخاض فكري داخلي حول المستقبل إذ قدم أبو مصعب السوري – أحد أقوي منظري الجهاد - نموذجاً لامركزياً لإدارة القتال في حين يقدم أبو بكر ناجي – أحد أشهر المفكرين – موذجاً مركزياً للقتال.

## شخصية المؤلف
مؤلف الكتاب أبي بكر ناجي شخصية غامضة لحد كبير ويتضح أن أبا بكر ناجي ليس هو الاسم الحقيقي لمؤلف تلك المقالات ويقول مراقبون إنها شخصية لضابط مصري هو سيف العدل - منسق الشؤون الأمنية والاستخباراتية في تنظيم القاعدة[وفقًا لِمَن؟] - ويطرح معهد العربية للدراسات أنه قد يكون محمد خليل الحكايمة نفسه بسبب تشابه الأسلوب.
وبحسب ممدوح إسماعيل الخبير في الجماعات الإسلامية في لقاء له مع صحيفة المدينة السعودية فإن مؤلف الكتاب يرتبط بالقاعدة ارتباطاً أيديولوجياً لا تنظيمياً، ويرى خبير أمني سعودي آخر تحدثت إليه صحيفة الشرق الأوسط أن شخصية أبي بكر ناجي «قد تكون شخصية غير حقيقية لشخص محدد، وهو في نهاية الأمر اسم حركي مستعار وليس اسماً حقيقياً لشخص معروف، ولذلك فإنني أميل إلى أن هذا الكتاب هو من صنع مجموعة أشخاص وليس بالضرورة أن يكون شخصاً واحداً محدداً.»
كما أن لأبو بكر ناجي علاقة مع مركز البحوث والدراسات الإسلامية (الجهادي) الذي كان يقوم عليه الشيخ يوسف العييري ثم أشرف موقع صوت الجهاد على نشر كتب الشيخ أبو بكر ناجي، ولا شك أنه كان يرسل مقالاته لمجلة صوت الجهاد وكانت تنزل بمعرفه المستعمل في منتدى أنا المسلم أول نزوله وهو أبو بكر ناجي.

## أثر الكتاب
نشر الكتيب على موقع الإنترنت باللغة العربية وقام مركز مكافحة الإرهاب في كلية (ويست بوينت) العسكرية الشهيرة بترجمته إلى الإنجليزية بعنوان «إدارة الوحشية» وتم توزيعه على المسؤولين في الدوائر السياسية للحكومة الأميركية، والمسؤولين في وزارة الدفاع (البنتاغون) خصوصاً.

## كتب ذات علاقة
- كتاب معالم في الطريق لـ سيد قطب
- كتاب الفريضة الغائبة لـ محمد عبد السلام فرج
- كتاب ملة إبراهيم لـ أبو محمد المقدسي
- كتاب منهج الأنبياء في الدعوة إلى الله لـ محمد سرور